# Jonathan Niva
Jonathan Niva (Burundu, Kenia, 16 de mayo de 1942-12 de mayo de 2001) fue un futbolista y entrenador de fútbol de Kenia que jugó en la posición de defensa. Era abuelo del futbolista de Ruanda Yves Rubasha.

## Carrera

### Club
| Periodo   | Club            |
| --------- | --------------- |
| 1966–1970 | Abaluhya United |
| 1971-1972 | Gor Mahia FC    |
| 1973–1978 | Abaluhya United |

### Selección nacional
Jugó para Kenia en 88 ocasiones de 1965 a 1977 y anotó dos goles; participó en la Copa Africana de Naciones 1972.

### Entrenador
| Periodo   | Club            |
| --------- | --------------- |
| 1966-1970 | Abaluhya United |
| 1972      | Kenia           |
| 1973-1977 | Abaluhya United |

## Logros
- Liga keniana de fútbol (5): 1966, 1967, 1970, 1973, 1980
- Copa de Kenia (2): 1967, 1968